# Calliphora hasanuddini
Calliphora hasanuddini este o specie de muște din genul Calliphora, familia Calliphoridae, descrisă de Hiromu Kurahashi și Selomo în anul 1997. Conform Catalogue of Life specia Calliphora hasanuddini nu are subspecii cunoscute.